# Storstrøms Amt
Storstrøm Amt – jeden z okręgów istniejących w Danii w latach 1970–2006. Położony był na wyspach: południowej Zelandii, na Lolland, Falster i Møn. Został utworzony 1 kwietnia 1970 na mocy reformy podziału administracyjnego Danii, zaś zlikwidowany podczas kolejnej reformy z 2007. Jego obszar został wówczas włączony do nowego regionu administracyjnego Zelandia.

## Gminy
- Gmina Fakse
- Gmina Fladså
- Gmina Holeby
- Gmina Holmegaard
- Gmina Højreby
- Gmina Langebæk
- Gmina Maribo
- Gmina Møn
- Gmina Nakskov
- Gmina Nykøbing Falster
- Gmina Nysted
- Gmina Næstved
- Gmina Nørre Alslev
- Gmina Præstø
- Gmina Ravnsborg
- Gmina Rudbjerg
- Gmina Rødby
- Gmina Rønnede
- Gmina Sakskøbing
- Gmina Stevns
- Gmina Stubbekøbing
- Gmina Suså
- Gmina Sydfalster
- Gmina Vordingborg